# Kurt Pfister (Historiker)
Kurt Pfister (* 16. Januar 1895 in Ludwigshafen am Rhein als Konrad Pfister; † 26. Mai 1951 in München) war ein deutscher Schriftsteller, Ministerialbeamter, Kunsthistoriker und Musikwissenschaftler.

## Leben
Pfister wurde nach dem Ersten Weltkrieg Privatgelehrter in München und trat der Bayerischen Volkspartei bei. Er verfasste einige Dramen sowie Opern und eine Vielzahl von meist populärwissenschaftlichen Publikationen über meist musik- oder kulturgeschichtliche Themen, die zum Teil in mehrfachen Auflagen erschienen. 1945 wurde er Kulturreferent des Ministerpräsidenten in der Staatskanzlei in München und beteiligte sich u. a. an der Neuorganisation des Rundfunks in Bayern.

## Werke (Auswahl)
- Rembrandt. Delphin-Verlag, München 1919.
- Edwin Scharff. In: Junge Kunst. Klinkhardt & Biermann, Leipzig 1920.
- Deutsche Graphiker der Gegenwart. Klinkhardt & Biermann, Leipzig 1920.
- Herkules Segers. Mit einer Auswahl seines Werkes in 23 Lichtdrucken. Piper, München 1921.
- Hans Holbein der Jüngere. Holbein-Verlag, München 1921.
- Der junge Dürer. O. C. Recht, München 1921.
- Hieronymus Bosch. Das Werk. G. Kiepenheuer, Potsdam 1922.
- Vincent van Gogh. G. Kiepenheuer, Potsdam 1922.
- Van Eyck. Mit sämtlichen Zeichnungen, Miniaturen, Gemälden der Brüder van Eyck in 71 Abbildungen. Delphin-Verlag, München 1922.
- Katakomben-Malerei. Kiepenheuer, Potsdam 1924.
- Rembrandts biblische Bilder in ihrem Wandel von der Jugend zur Spätzeit. Furche-Kunstverlag, Berlin 1925.
- Irische Buchmalerei. Nordeuropa und Christentum in der Kunst des frühen Mittelalters. G. Kiepenheuer, Potsdam 1927.
- Söhne großer Männer. Hugendubel, München 1941.
- Konradin. Der Untergang der Hohenstaufen. Hugendubel, München 1941.
- Prozesse der Weltgeschichte. Desch, München 1946.
- Wozzeck. Opernballade. Pflaum, 1949.
- Frauenschicksale aus acht Jahrhunderten. Nymphenburger Verlagshandlung, München 1949.
- Die Frauen der Cäsaren. A. Nauck, 1951.
- Die Welt des Mittelalters. Geschichte, Weltbild, Kunst. Liechtenstein-Verlag, Vaduz 1951.